# Caio Castro
Caio Castro (São Paulo; 22 de enero de 1989) es un actor, modelo y empresario brasileño.

## Biografía
A los 18 años de edad se fue de la casa de sus padres para vivir solo en un departamento en Barra, Río de Janeiro. Caio fue descubierto en un concurso de Caldeirão do Huck. Anteriormente el actor trabajaba con su padre y estudiaba informática. Castro nunca había pensado en ser actor.
En 2008, entró en la décima quinta temporada de Malhação, y permaneció en ella por más de dos temporadas. Ese mismo año, también fue elegido para conducir el programa televisivo Menina Fantástica.
En 2010, integró el elenco de la novela Cuchicheos donde personificó a Edgar, uno de los dos protagonistas. Al año siguiente, actuó en la novela Fina Estampa interpretando a José Antenor da Silva Pereira, hijo de Griselda Pereira, interpretada por la actriz Lília Cabral.
En el 2013, formó parte del elenco de la novela Rastros de mentiras. Un año más tarde, Castro estrenó su primera película: Aprendiz de Samurai, donde interpreta a un yudoca.

## Vida privada

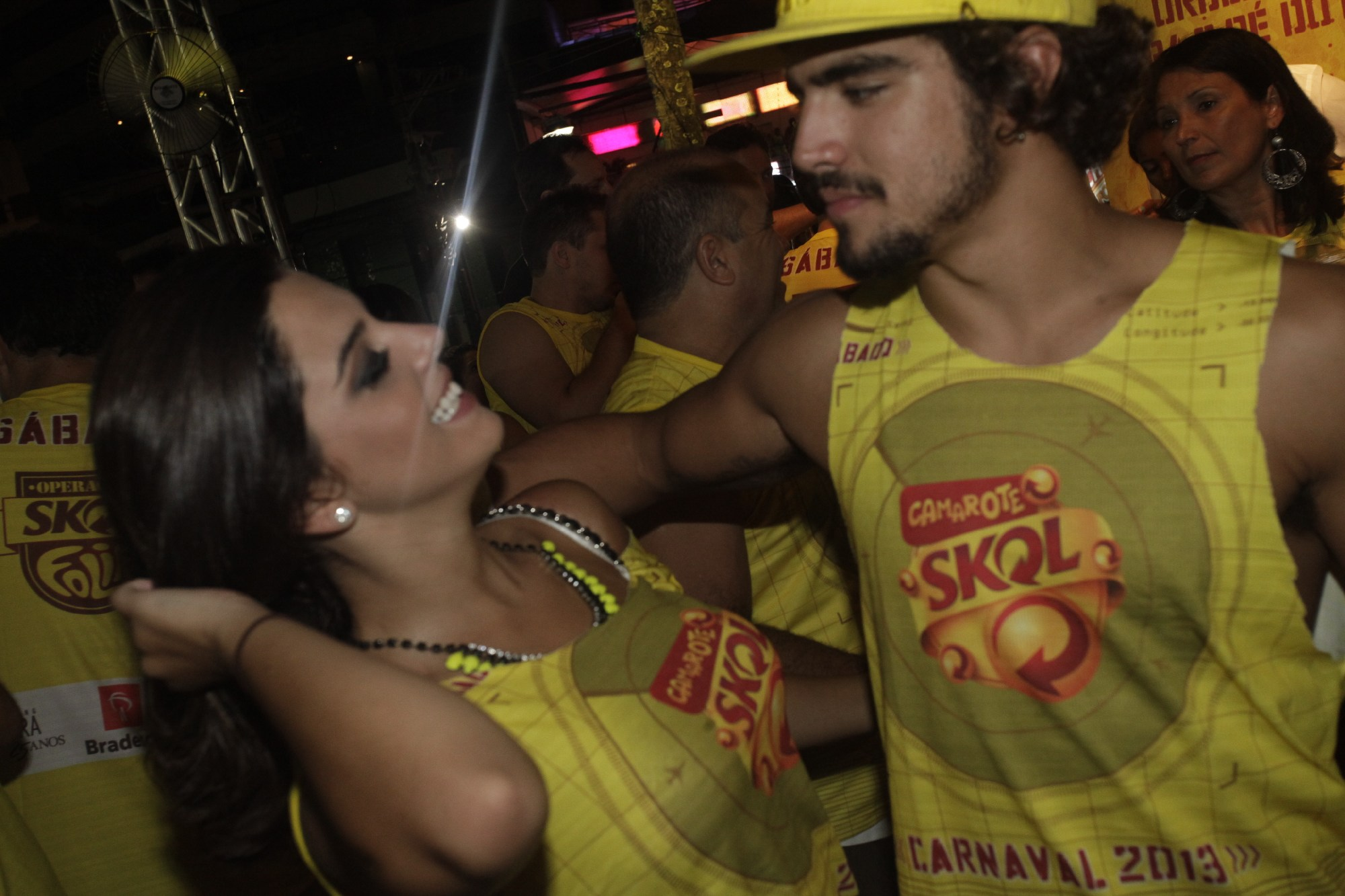
Giovanna Lancellotti e Caio Castro

Caio estuvo en pareja con la también actriz Sophie Charlotte, durante tres meses. Después del fin de su relación con Sophie, el actor nunca asumió una relación seria.
Fue visto al salir con varias mujeres, entre ellas Gabriella Grecco, apuntada como su supuesta nueva novia, pero el mismo lo negó. También con Vivian Caetano, bailarina de Claudia Leitte. Otras actrices como Monique Alfradique, Adriana Birolli e Isis Valverde también fueron apuntadas como sus novias por medio de rumores pero fueron negadas.
El 26 de marzo de 2012, el actor inauguró su primer emprendimiento, el restaurante «Bistrô Faria Lima» de São Paulo. El 6 de diciembre del mismo año, Castro inauguró su segundo emprendimiento, una discoteca llamada «Villa Carioca» también en la misma ciudad. En septiembre del 2020, comenzó una relación con la actriz Grazi Massafera.

## Filmografía

### Televisión
| Año  | Programa/Novela         | Personaje                     | Notas/Rol                |
| ---- | ----------------------- | ----------------------------- | ------------------------ |
| 2008 | Malhação                | Bruno Oliveira Guimarães      | Coprotagonista           |
| 2008 | Circo do Faustão 2      | El mismo                      | Participante             |
| 2010 | Cuchicheos              | Edgar Sampaio                 | Protagonista             |
| 2011 | Fina Estampa            | José Antenor da Silva Pereira | Coprotagonista           |
| 2013 | Rastros de mentiras     | Michel Gusmão                 | Coprotagonista           |
| 2015 | I Love Paraisópolis     | Grego                         | Antagonista/Protagonista |
| 2017 | Nuevo Mundo             | Dom Pedro                     | Coprotagonista           |
| 2018 | Are You the One? Brasil | El mismo                      | Presentador              |
| 2022 | Todas las flores        | Pablo Xavier                  | Antagonista              |

### Cine
| Año  | Película                  | Personaje | Notas/Rol    |
| ---- | ------------------------- | --------- | ------------ |
| 2013 | Aprendiz de Samurai       |           | Protagonista |
| 2016 | Se a Vida Começasse Agora | Beto      | Protagonista |